# Stanley Schachter
Stanley Schachter (Queens, 15 de abril de 1922-East Hampton, 7 de junio de 1997) fue un psicólogo estadounidense reconocido por su teoría del doble origen de la emoción, que surge de la suma de un estímulo físico y la cognición o interpretación que el sujeto hace de aquella sensación que experimenta. Además, cada persona aprende a interpretar los estímulos de una manera determinada, por lo cual refuerza un tipo de emociones, otorgando un sentido a determinadas percepciones. 
Estuvo ligado a la Universidad de Míchigan, también investigó sobre las adiciones y las sectas.

## Biografía

### Primeros años y educación
Schachter nació en Flushing, Nueva York, hijo de Anna (Fruchter) y Nathan Schachter. Sus padres eran ambos judíos rumanos, su padre de Vasilău, un pequeño pueblo de Bucovina, y su madre de Rădăuți.  De joven, Schachter estudió inicialmente Historia del Arte en la Universidad de Yale. Obtuvo su licenciatura en 1942, y continuó con su Master en Psicología, también en Yale, donde recibió la influencia de Clark Hull. Tras obtener su máster en 1944, Schachter se alistó en las Fuerzas Armadas de Estados Unidos, donde sirvió hasta 1946.  Durante sus dos años en las Fuerzas Armadas, Schachter obtuvo el grado de sargento. Trabajó en la División Biofísica del Laboratorio  Aero-Médico de Wright Field in Riverside, Ohio, donde estudií los problemas en la vista sufridos por los pilotos durante el vuelo.
En 1946, tras su paso por las fuerzas armadas, Schachter se fue al Massachusetts Institute of Technology (MIT) para trabajar con el psicólogo social alemán Kurt Lewin, en su Centro de Investigación de Dinámica de Grupos, estudiando temas sociales. Por desgracia, Lewin murió en 1947, muy poco después de la llegada de Schachter a Cambridge, Massachusetts.  Un estudiante de doctorado de último año, Leon Festinger, se hizo cargo de la supervisión de Schachter, y ambos se hicieron muy amigos para toda la vida. Cuando Festinger se trasladó al Institute for Social Research de la Universidad de Míchigan en 1948, Schachter le siguió. Fue allí donde Schachter obtuvo su doctorado en 1949, bajo la supervisión de Festinger, escribiendo su disertación sobre cómo los individuos con opiniones diferentes que trabajaban en pequeños grupos eran tratados por los miembros del grupo cuya opinión coincidía con la de la mayoría.

### Primeros años de carrera (Universidad de Minnesota, 1949-1961)
La impresionante tesis del nuevo doctor en psicología le valió un puesto de trabajo en 1949 en el Laboratorio de Investigación en Relaciones Sociales de la Universidad de Minnesota. Comenzando como profesor asistente, Schachter no tardó en ascender en el escalafón de catedráticos; se convirtió en profesor asociado en 1954 y luego obtuvo el título de profesor titular en 1958, en gran parte gracias a sus extensas investigaciones y escritos.  Durante la primera década de su carrera en psicología, Schachter fue autor o coautor de cinco libros, cuatro de los cuales (Social Pressures in Informal Groups [1950], Theory and Experiment in Social Communication [1950], When Prophecy Fails [1956] -escrito con Festinger y Henry Riecken, en el que se describe lo que les ocurrió a los grupos milenaristas después de que hubiera pasado la fecha prevista para el fin del mundo-, y La psicología de la afiliación [1959]) siguen siendo muy influyentes. Además de los libros, durante la década de 1950, Schachter también escribió numerosos artículos sobre temas como la transmisión de rumores, cohesión de grupo y persuasión.
Este trabajo le valió a Schachter varios reconocimientos y premios durante su estancia en la Universidad de Minnesota. En 1952, Schachter obtuvo una beca Fulbright. Luego, en 1959, hacia el final de su estancia en Minnesota, Schachter recibió tanto el Premio Socio-Psicológico de la Asociación Americana para el Avance de la Ciencia (AAAS) como el Premio AAAS de Investigación en Ciencias del Comportamiento en 1959. Ese año, Schachter también ganó el primero de sus varios Awards de la General Electric Foundation, que siguió ganando cada año hasta 1962.

### Carrera posterior (Universidad de Columbia, 1961-1992)
Tras 12 años en la Universidad de Minnesota, Schachter se incorporó a la Universidad de Columbia (Nueva York, NY) como profesor de psicología en 1961, donde permaneció hasta el final de su carrera. Su trabajo en la década de 1960 se centró en cómo los procesos de atribución influyen en las personas en diversos aspectos tanto de la relación interpersonal como de la autopercepción, con estudios sobre temas como el orden de nacimiento orden, comportamiento criminal, percepción del dolor y obesidad. Gracias a estudios como estos, fue nombrado Profesor Robert Johnston Niven de Psicología Social en 1966. Schachter continuó obteniendo honores en los dos años siguientes, convirtiéndose en miembro de la Fundación Guggenheim en 1967 y ganando el Premio de la Asociación Americana de Psicología a las Contribuciones Científicas Distinguidas en 1968.[9]
Durante la década de 1970, la investigación de Schachter cambió de nuevo su enfoque, esta vez hacia el tabaquismo, tabaco y la nicotina. Su investigación sobre este tema demostró que la nicotina era una sustancia altamente adictiva y producía abstinencia, efectos en aquellos que intentaban dejar de fumar, quince años antes de que la industria tabacalera admitiera públicamente estas cosas.
En 1983, los amplios e innovadores estudios de investigación de Schachter le valieron un puesto en la Academia Nacional de Ciencias. Y un año después, recibió el Premio al Científico Distinguido de la Sociedad de Psicología Social Experimental. Pero como era un hombre muy curioso, Schachter no dejó de investigar tras obtener estos honores. A mediados de los años ochenta y principios de los noventa, su investigación volvió a cambiar de enfoque, esta vez hacia temas como el mercado de valores y cuestiones del habla.

### Jubilación y muerte (1992-1997)
A la edad de 70 años, Schachter decidió que había llegado el momento de poner fin a sus 31 años de carrera en la Universidad de Columbia y se jubiló en 1992 con la designación de emérito. Cinco años después, Schachter falleció el 7 de junio de 1997 en su casa de East Hampton, Nueva York. Le sobrevivieron su esposa Sophia Duckworth y Elijah, su único hijo (nacido en 1969). Además de estos dos familiares, Schachter dejó tras de sí un legado de estudiantes de psicología muy distinguidos e influyentes, como Bibb Latané, Richard Nisbett, Lee Ross, Jerome Singer, Stewart Valins, Patricia Pliner, Judith Rodin y Ladd Wheeler. Sus papeles están archivados en la Biblioteca Histórica Bentley de la Universidad de Míchigan.

## Contribuciones a la psicología

### Principales publicaciones y hallazgos
Desviación, rechazo y comunicación (1951) 

Realizó un experimento que probó las presiones sociales que una persona puede sentir para adaptarse a la cohesión, coincidir con las opiniones del grupo y la importancia de otros miembros del grupo. Schachter reconoció la importancia de la comunicación y el rechazo entre un grupo y coordinó estas variables junto con los constructos del experimento. Los resultados de los experimentos de Schachter son componentes clave para estudiar la comunicación interpersonal y la dinámica de grupo.
Orden de nacimiento, eminencia y educación superior (1963) 

Schachter también estaba interesado en la investigación que involucraba las ideas originales de Francis Galton sobre la eminencia y el orden de nacimiento. Se creía que aquellos que eran más eminentes, inventivos, productivos o genios eran los primogénitos o los únicos hijos de la familia. La investigación de Schachter concluyó que estos datos son solo una idea porque todas las investigaciones anteriores involucran a una población universitaria como muestra experimental. Él indica que las muestras universitarias, por muchas razones, están demasiado pobladas de primogénitos familiares.
Obesidad y alimentación (1968) 

Realizó muchos experimentos que probaron las señales internas y externas del hambre en personas obesas. Un experimento descrito en esta publicación estaba relacionado con el estrés. Este experimento involucró dos variables independientes; y plenitud. Para manipular el estrés, se llevó a cabo una manipulación de choque dolorosa o no dolorosa en individuos obesos y no obesos. Se informó a los participantes de un estudio secundario que se realizaría sobre las galletas saladas para probar el sabor. La variable dependiente del experimento fue la cantidad de galletas saladas consumidas. Schachter concluyó basándose en sus hallazgos que existen respuestas fisiológicas (señales internas) que le dicen que no coma cuando está estresado. En el estudio, las personas no obesas comieron menos cuando estaban estresadas. Esto se comparó con individuos obesos que tienden a ser menos sensibles a estas señales internas y más sensibles a señales externas como anuncios de comida y períodos de tiempo dedicados a comer.
Regulación de la nicotina en fumadores empedernidos y leves (1977) 

Realizó una investigación sobre la regulación de la ingesta de nicotina entre diferentes tipos de fumadores. Probó su hipótesis de que los fumadores efectivamente regulan su consumo de nicotina. Los resultados mostraron que los fumadores empedernidos a largo plazo de hecho regularon su consumo de nicotina fumando más cigarrillos con bajo contenido de nicotina. Los fumadores leves a largo plazo no regularon su consumo de nicotina de manera constante.

### Teorías
Teoría de la emoción 

Schachter, junto con Jerome Singer, idearon la teoría de la emoción de dos factores. Esta teoría postula que la emoción se basa en dos factores, etiquetas cognitivas y excitación fisiológica. Cuando una persona siente una emoción, se produce una excitación fisiológica y la persona busca en el entorno pistas sobre cómo etiquetar la excitación fisiológica. También proponen dos condiciones que pueden ocurrir cuando una persona está en un estado de excitación: cuando hay una explicación y cuando el individuo no tiene una explicación para su excitación. Bajo la primera condición, un individuo usará esa explicación y todo estará bien. En la segunda condición, el individuo etiquetará su excitación basándose en estímulos externos e internos.
Una pieza importante de esta teoría es la mala atribución de la excitación. Si el cerebro no está seguro de por qué siente una emoción, utilizará estímulos externos como pistas para etiquetar la emoción que está sintiendo. El estudio de la atracción de Dutton y Aronen en situaciones que provocan miedo indica que el entorno puede conducir a una mala atribución de la excitación fisiológica. Colocaron a un entrevistador atractivo en el lado opuesto de un puente colgante que despierta el miedo y en un puente colgante que no despierta el miedo. Después de cruzar los puentes, se pidió a los sujetos que completaran una encuesta y se les asignó un número para llamar si tenían más preguntas. Los resultados fueron que aquellos que habían cruzado el puente que provocaba miedo tenían más probabilidades de llamar al entrevistador para pedir una cita que aquellos que habían cruzado el puente que no provocaba miedo. La explicación de estos resultados fue que los sujetos habían atribuido erróneamente su excitación desde el puente a sus sentimientos hacia la entrevistadora, haciéndola parecer más atractiva.
Teoría sobre la obesidad 

Propuso que los individuos obesos son hipersensibles a los estímulos externos, tanto relacionados con los alimentos como los no relacionados con los alimentos. Schachter descubrió que varios factores conducen a diferencias en las respuestas entre individuos obesos e individuos normales. Las personas obesas comerán más que las personas normales cuando la comida es fácil de conseguir, pero comerán menos que las personas normales cuando la comida sea más difícil de conseguir. Una mayor cantidad de comida visible se correlaciona con una disminución en la cantidad de sándwiches que comen las personas normales, pero con un aumento en la cantidad que comen las personas obesas. El sabor también provocó variaciones en la cantidad consumida. Si bien ambos grupos consumieron menos comida de mal sabor que comida de buen sabor, los individuos obesos tuvieron una mayor diferencia; comieron más alimentos de buen sabor y menos alimentos de mal sabor que las personas normales.

## Obras

### Libros
- Social Pressures in Informal Groups, con L. Festinger and K. Back, New York: Harpers, 1950. (en inglés)
- When Prophecy Fails, avec L. Festinger and H. Riecken, Minneapolis: University of Minnesota Press, 1956. (en inglés)
- The Psychology of Affiliation. Stanford: Stanford University Press, 1959. (en inglés)
- Emotion, Obesity and Crime. New York: Academic, 1971. (en inglés)
- Obese Humans and Rats, con J. Rodin, Hillsdale, NJ.: Erlbaum, 1974. (en inglés)

#### Capítulos de libros
- Schachter, S. (1964) The interaction of cognitive and physiological determinants of emotional state. En Advances in Experimental Social Psychology, ed. L. Berkowitz, pp. 49–79. New York: Academic Press.(en inglés)
- Schachter, S. & Latané, B. (1964). Crime, cognition and the autonomic nervous system. En Nebraska Symposium on Motivation, ed. D. Levine, pp. 221–73. Lincoln: University of Nebraska Press.(en inglés)
- Schachter, S. (1980). Nonpsychological explanations of behavior. En Retrospective on Social Psychology, ed. L. Festinger, pp. 131–57. New York: Oxford University Press.(en inglés)

### Publicaciones
- Schachter, S. (1951) Deviation, rejection and communication. J. Abnorm. Soc. Psychol. 46:190-207.
- Schachter, S. (1962) Con J. Singer. Cognitive, social and physiological determinants of emotional state. Psychol. Rev. 69:379-99.
- Schachter, S. (1963) Birth order, eminence and higher education. Am. Sociol. Rev. 28:757-68.
- Schachter, S. (1968). Obesity and eating. Science 161:751-56.
- Schachter, S. (1971). Some extraordinary facts about obese humans and rats. Am. Psychol. 26:129-44.
- Schachter, S. (1977). Nicotine regulation in heavy and light smokers. J. Exp. Psychol. 106:5-12.
- Schachter, S. (1978). Pharmacological and psychological determinants of cigarette smoking. Ann. Intern. Med. 88:104-14.
- Schachter, S. (1982). Recidivism and self-cure of smoking and obesity. Am. Psychol. 37:436-44.
- Schachter, S. (1991). Con N. J. S. Christenfeld, B. Ravina, and F. R. Bilous. Speech disfluency and the structure of knowledge. J. Pers. Soc. Psychol. 60:362-67.